# Vlaamse regio's
Vlaanderen telt verschillende soorten regio's. De meeste hebben geen officiële status of hebben enkel een administratieve taak zoals de toeristische regio's. Andere bestaan enkel in de volksmond en overlappen vaak andere regio's. Ten slotte zijn er ook nog historische regio's.

## Referentieregio's
In 2023 werd beslist om Vlaanderen in te delen in 15 bestuurs- of referentieregio's.

## Vervoerregio's
Vlaanderen is in het kader van de basisbereikbaarheid sedert 2018 ingedeeld in vijftien vervoerregio's die grotendeels, maar niet geheel, samenvielen met de in februari 2023 vastgelegde bestuursregio’s.
Deze regio's zijn: Aalst, Antwerpen, Brugge, Gent, Leuven, Kempen, Kortrijk, Limburg Mechelen, Oostende, Roeselare, Vlaamse Ardennen, Vlaamse Rand, Waasland en Westhoek.

## Vlaamse toeristische regio's
Deze regio's worden wel erkend door de Vlaamse overheid, maar hebben geen enkele rol in het staatsbestel. Ze dienen als basis voor de voorlichting van Toerisme Vlaanderen.
Van west naar oost:
- Kust
- Westhoek*
- Brugse Ommeland
- Leiestreek
- Meetjesland
- Vlaamse Ardennen*
- Scheldeland (met Denderstreek, Klein-Brabant, Vaartland en Rupelstreek)
- Waasland*
- Groene Gordel (met Pajottenland, Brabantse Kouters en Dijleland)
- Antwerpen-Mechelen
- Antwerpse Kempen* (ook wel Brabantse Kempen genoemd: verder onderverdeeld in de regio's Noordertuin van Antwerpen, Voorkempen, Pallieterland, Land van Playsantiën, Grensland Hoogstraten, Het Groene Neteland, Vallei van de Grote Nete, Land van Turnhout en Kempense Meren)
- Hageland
- Limburgse Kempen (met Mijnstreek)
- Haspengouw
- Maasland
- Voerstreek

Met een ster worden de toeristische regio's aangeduid die de naam delen met een referentieregio.

## Regionale landschappen
Een Regionaal Landschap is in Vlaanderen een landschap dat een eigen karakter en een hoge cultuurhistorische en natuurwaarde heeft. Het begrip omvat tevens de organisatievorm die deze waarde moet beschermen en vergroten, en daarom wordt de afbakening ook opgebouwd uit volledige en aaneensluitende gemeenten. De Regionale Landschappen waren bij oprichting te vergelijken met de Nationale Landschappen in Nederland of de parcs naturels in Wallonië. Waar zij oorspronkelijk opgericht werden in de landschappelijk meest kwalitatieve regio’s in Vlaanderen, fungeren de regionale landschappen sinds de oprichting van landschapsparken vooral als groter gebiedsdekkend samenwerkingsverband op het snijvlak van natuur, landbouw, erfgoed, jacht en toerisme waar zij op een geïntegreerde manier aan landschapskwaliteit werken.

## Historische regio's
- Hertogdom Brabant
- Graafschap Loon
- Graafschap Vlaanderen

## Andere regio's
- Pajottenland
- Rupelstreek
- Klein-Brabant
- Brabantse Ardennen
- Druivenstreek